# Elvis Crespo
Elvis Crespo Díaz (El Bronx, Nueva York; 30 de julio de 1971) más conocido artísticamente como Elvis Crespo, es un cantante estadounidense de merengue de ascendencia puertorriqueña.

## Biografía
Crespo nació en la ciudad de Nueva York, Estados Unidos, hijo de los puertorriqueños Diomedes Crespo e Irene Díaz, ambos chefs, y fue nombrado Elvis en homenaje a Elvis Presley. Fue criado en la ciudad de Guaynabo, Puerto Rico, lugar donde transcurrió la mayor parte de su niñez y adolescencia.

### Primeras agrupaciones
A los 17 años forma parte de la orquesta de Willie Berrios. De ahí pasó a integrarse a otras agrupaciones, entre los cuales estaba el del merenguero Toño Rosario. 
Posteriormente, buscando complementar su trayectoria artística con una educación formal, ingresó en la Universidad Metropolitana de Puerto Rico, donde cursó estudios en Administración de Empresas. Pero al presentarse la oportunidad de ingresar en calidad de vocalista principal al cuarteto Grupo Manía, Elvis aprovechó el momento, y por espacio de tres años tuvo un gran éxito con esta popular agrupación merenguera.

### Suavemente
En plena evolución artística, Elvis decide iniciar una nueva etapa en su trayectoria y se lanza como solista con su propia orquesta. Al tomar esta decisión trascendental, tuvo la suerte de contar con el respaldo incondicional de su casa de discos Sony. Con su debut discográfico como solista en el género del merengue, la producción Suavemente se convirtió en uno de los grandes aciertos de la industria hispana a nivel internacional. 
Suavemente rompió récords de venta tanto en Puerto Rico como en el exterior, colocando a Elvis Crespo en un sitial de importancia en el pentagrama de la música caribeña. Su producción fue nominada para el premio Grammy 1999 en la categoría "Mejor álbum de Música Tropical". Y aunque Ricky Martin cargó en esa ocasión con el preciado galardón, el merenguero boricua ganó numerosos premios en el ámbito internacional, así como fue reconocido por la Cámara de Representantes de Puerto Rico.
En aras de su exitoso Suavemente, Elvis Crespo agotó una exitosa temporada en el Centro de Bellas Artes de San Juan. Pero con el lanzamiento de la producción Píntame, el merenguero boricua marcó su consagración definitiva en el mercado internacional.

### Giras
Viajando de un extremo a otro en América, sus canciones dominaron fuertemente el pentagrama musical de 1999. Al éxito en difusión de Píntame, le sucedió entonces su interpretación de la canción "Hora enamorada". Ante ello, en Venezuela fue merecedor del premio Orquídea de Diamante por ser el artista más aplaudido durante la celebración del Festival de la Orquídea del canal televisivo Venevisión. En Argentina arrancó aplausos delirantes del público bailador. En Chile se anotó un nuevo acierto en su trayectoria al ser distinguido durante la celebración del Festival de Viña del Mar.[cita requerida]
Dando un salto del Cono Sur al Viejo Mundo, Elvis comenzó a repercutir con su música en España, así como en Italia y Bélgica. Y de regreso al Caribe, la República Dominicana, cuna del merengue, le dio su bendición contando con él como una de las estrellas invitadas durante las festividades de comienzos del milenio. 
En momentos en que su carrera internacional estaba en todo su apogeo, la nominación a un segundo Grammy convirtió a Elvis en uno de los artistas puertorriqueños de mayor trascendencia en el merengue. Marcando el nuevo siglo, y con la apertura de la categoría merengue en el Grammy, Elvis Crespo se coronó como el ganador durante la entrega del galardón que, para el mundo del disco, es equivalente al Óscar cinematográfico.[cita requerida]
El 25 de mayo de 2013 realizó un concierto en La Ceiba, Honduras, donde asistieron unas 30 000 personas en celebración del Carnaval Internacional de la Amistad.[cita requerida]

## Cultura popular

### Neverita
Luego de 25 años del lanzamiento del Suavemente, el cantante Bad Bunny lanzó su video musical "Neverita" en el que, según el mismo video, se rinde un homenaje al icónico material que Elvis Crespo lanzara en 1998. En el material se imita desde la ropa, algunos movimientos y animaciones muy similares a las utilizadas en el video original de la canción de Crespo. Según sus propias declaraciones, nunca hubiera imaginado que "alguien como Bad Bunny iba a ser influenciado por el video para presentar una canción".

## Vida privada
En 2008 se divorció de su esposa Ana Ceruto, cuando esta supo que el cantante tuvo tres hijos fuera del matrimonio, con tres parejas distintas. Contrajo matrimonio nuevamente en 2009 con Maribel Vega.

## Discografía
- 1998: Suavemente
- 1999: Píntame
- 2000: Wow! Flash
- 2002: Urbano
- 2004: Saboréalo
- 2007: Regresó El Jefe
- 2010: Indestructible
- 2012: Los Monsters
- 2013: One Flag
- 2015: Tatuaje
- 2018: Diomedazo
- 2021: Multitudes